# Gaetano Palmieri
Gaetano Palmieri war ein italienischer Filmregisseur und Drehbuchautor.
Palmieri inszenierte 1968 den Film Strada senza uscita nach eigenem Drehbuch. Er hat mit der Radiosprecherin Simona La Maestra einen Sohn, den 1978 in Rom geborenen Schauspieler Federico Palmieri, (starb im September 2019).

## Filmografie
- 1968: Strada senza uscita